# Loda (Azerbaigian)
Loda è un comune dell'Azerbaigian situato nel distretto di Lerik. Conta una popolazione di 205 abitanti.